# Congresso Costituente del Messico (1917)
Il Congresso Costituente del Messico del 1917 fu l'organo eletto per dare una nuova Costituzione al Messico, e rimase in funzione dal 1º dicembre 1916 al 31 gennaio 1917. La sua sede fu il Grande Teatro Iturbide (Oggi Teatro della Repubblica) della città di Santiago de Querétaro, Querétaro. Il 5 febbraio del 1917 fu promulgata ufficialmente la Costituzione Politica degli Stati Uniti Messicani mediante la firma di Venustiano Carranza, allora Primo Capo dell'Esercito Costituzionalista.
C'è stato negli anni un gran numero di pubblicazioni e di correnti revisioniste generate intorno alle interpretazioni di questo Congresso. Comunque, la trascendenza dell'assemblea si caratterizzò per la natura dei suoi lavori, poiché i suoi deputati si riunirono esclusivamente per cementare le basi giuridiche di un nuovo Stato.

## Antecedenti
Il primo antecedente dell'opera costituzionalista della rivoluzione messicana è la Costituzione del 1857. La rivoluzione del 1910 ebbe due aspetti di protesta per evocare il regime istituzionale al quale dette origine, e che complementavano l'una e l'altra. La prima era la reiterazione dei principi della democrazia liberale; e la seconda, il cambio dell'ordine economico sociale.
Diversi documenti storici, visualizzati come programmi e piani agli inizi del secolo, sostennero quello che avrebbe dato la nascita alle radici dell'ideologia rivoluzionaria, puntualizzando nelle riforme politiche, economiche e sociali.
- Programma del Partito Liberale del 1906.
- Programma del Centro Antirielezionista del 1909.
- Piano di San Luis Potosí del 1910.
- Piano Politico Sociale del 1911.
- Piano di Texcoco del 1911.
- Piano di Ayala del 1911
- Piano di Santa Rosa del 1912.

### Convocazione del Congresso Costituente[2]
Viene dal movimento costituzionalista comandato da Carranza, il 24 settembre del 1913, l'idea di riformare la Costituzione del 1857, considerata la scarsità di leggi che favorivano i contadini e gli operai.
La vittoria del governo costituzionalista lo costrinse ad intraprendere pronti e radicali cambi politici, dato che per il 1916 non c'era ancora il pretesto affinché si prolungasse il periodo chiamato precostituzionale. Ciò nonostante, la semplice restaurazione della Costituzione del 1857 non lasciava soddisfatti gli ideologi costituzionalisti, che sostenevano che il suo ritorno in vigore avrebbe tagliato fuori o lasciato ai margini tutte le leggi e norme elaborate da loro stessi durante gli anni rivoluzionari del 1914 e 1915. Così, con una strategia ben disegnata, agli inizi del 1916 cominciò a diffondersi l'idea che il filo conducente doveva essere l'elaborare una nuova Costituzione che incorporasse i compromessi sociali acquistati e i cambiamenti politici che esigeva lo Stato post-rivoluzionario.
Una volta vinte le fazioni rivoluzionarie rivali e stabilito il controllo sulla maggior parte del paese, il 14 settembre del 1916, promulgò il decreto di riforme già citate nel Piano di Guadalupe (1913) finalizzato alla riunione di un Congresso Costituente. Lo stesso anno, ma il 22 ottobre spedì il decreto attraverso il quale chiamò i costituenti a riunirsi in Querétaro il 20 novembre.

## I Costituenti
In termini preparativi, quello che più preoccupò e occupò Carranza fu che arrivasse a Querétaro un'ampia maggioranza di simpatizzanti suoi, in concreti collaboratori dell'apparato governativo, già fuori livello locale o federale. Uomo di memoria, aveva molto presente che la Convenzione, con una maggioranza di elementi a lui contrari, era finita con il dichiarargli guerra. Nel Querétaro non poteva ripetersi questo scontro. Per questo decise che il Congresso Costituente non fosse solamente conformato da costituzionalisti, bensì che predominassero i carranzisti. Dato che detta filiazione non era una garanzia assoluta, per evitare che al passo delle settimane aumentasse la sua autonomia o diminuisse la sua fedeltà, Carranza decise che l'Assemblea durasse due mesi. Oltretutto, garantì che presentasse anche il maggiore numero di costituzionalisti che avessero esperienza legislativa.
Il 22 ottobre si effettuarono le elezioni per scegliere i deputati alla Costituente. Il primo dicembre del 1916, alla presenza di 151 deputati, fu dichiarato aperto il periodo unico di sessioni.
| Stato / Territorio            | Distretto | Deputato                                      | Partito | Stato / Territorio | Distretto | Deputato                                             | Partito |
| ----------------------------- | --------- | --------------------------------------------- | ------- | ------------------ | --------- | ---------------------------------------------------- | ------- |
| Aguascalientes                | 1         | Aurelio L. González                           |         | Michoacán          | 7         | Salvador Álcaraz Romero                              |         |
| Aguascalientes                | 2         | Daniel Cervantes Gutiérrez                    |         | Michoacán          | 8         | Pascual Ortiz Rubio                                  |         |
| Bassa California, Terr. della | 1         | Ignacio Roel Treviño                          |         | Michoacán          | 9         | Martín Castrejón                                     |         |
| Campeche                      | 1         | Juan Zurbarán                                 |         | Michoacán          | 10        | Alberto Alvarado                                     |         |
| Campeche                      | 2         | Herminio Pérez Abreu                          |         | Michoacán          | 11        | José Álvarez y Álvarez                               |         |
| Chiapas                       | 1         | Enrique Suárez                                |         | Michoacán          | 12        | José Silva Herrera                                   |         |
| Chiapas                       | 2         | Enrique D. Cruz                               |         | Michoacán          | 13        | Rafael Márquez                                       |         |
| Chiapas                       | 3         | Non scelse deputato                           |         | Michoacán          | 14        | Amadeo Betancourt                                    |         |
| Chiapas                       | 4         | Non scelse deputato                           |         | Michoacán          | 15        | Francisco J. Múgica                                  |         |
| Chiapas                       | 5         | Cristóbal L. Castillo                         |         | Michoacán          | 16        | Jesús Romero Flores                                  |         |
| Chiapas                       | 6         | J. Amilcar Vidal                              |         | Michoacán          | 17        | Florencio G. González                                |         |
| Chiapas                       | 7         | Daniel A. Zepeda                              |         | Morelos            | 1         | Antonio Garza Zambrano                               |         |
| Chihuahua                     | 1         | Non scelse deputato                           |         | Morelos            | 2         | José L. Gómez                                        |         |
| Chihuahua                     | 2         | Manuel M. Prieto                              |         | Morelos            | 3         | Álvaro L. Alcázar                                    |         |
| Chihuahua                     | 3         | Non scelse deputato                           |         | Nuevo León         | 1         | Manuel Amaya                                         |         |
| Chihuahua                     | 4         | Non scelse deputato                           |         | Nuevo León         | 2         | Nicéforo Zambrano                                    |         |
| Chihuahua                     | 5         | Non scelse deputato                           |         | Nuevo León         | 3         | Luis Ilizaliturri                                    |         |
| Chihuahua                     | 6         | Non scelse deputato                           |         | Nuevo León         | 4         | Ramón Gómez                                          |         |
| Coahuila                      | 1         | Manuel Aguirre Berlanga                       |         | Nuevo León         | 5         | Reynaldo Garza                                       |         |
| Coahuila                      | 2         | Ernesto Meade Fierro                          |         | Nuevo León         | 6         | Agustín Garza González                               |         |
| Coahuila                      | 3         | José María Rodríguez y Rodríguez              |         | Oaxaca             | 1         | Salvador González Torres                             |         |
| Coahuila                      | 4         | Jorge Von Versen                              |         | Oaxaca             | 2         | Israel del Castillo                                  |         |
| Coahuila                      | 5         | Manuel Cepeda Medrano                         |         | Oaxaca             | 3         | Leopoldo Payán                                       |         |
| Colima                        | 1         | Francisco Ramírez Villarreal                  |         | Oaxaca             | 4         | Luis Espinosa                                        |         |
| Distretto Federale            | 1         | Ignacio L. Pesqueira                          |         | Oaxaca             | 5         | Non scelse deputato                                  |         |
| Distretto Federale            | 2         | Lauro López Guerra                            |         | Oaxaca             | 6         | Non scelse deputato                                  |         |
| Distretto Federale            | 3         | Gerzayn Ugarte                                |         | Oaxaca             | 7         | Non scelse deputato                                  |         |
| Distretto Federale            | 4         | Amador Lozano                                 |         | Oaxaca             | 8         | Non scelse deputato                                  |         |
| Distretto Federale            | 5         | Félix Fulgencio Palavicini                    |         | Oaxaca             | 9         | Manuel Herrera                                       |         |
| Distretto Federale            | 6         | Rafael Martínez                               |         | Oaxaca             | 10        | Non scelse deputato                                  |         |
| Distretto Federale            | 7         | Rafael L. de los Ríos                         |         | Oaxaca             | 11        | Manuel García Vigil                                  |         |
| Distretto Federale            | 8         | Arnulfo Silva                                 |         | Oaxaca             | 12        | Porfirio Sosa                                        |         |
| Distretto Federale            | 9         | Antonio Norzagaray                            |         | Oaxaca             | 13        | Non scelse deputato                                  |         |
| Distretto Federale            | 10        | Fernando Vizcaíno                             |         | Oaxaca             | 14        | Celestino Pérez                                      |         |
| Distretto Federale            | 11        | Ciro B. Ceballos                              |         | Oaxaca             | 15        | Crisóforo Rivera Cabrera                             |         |
| Distretto Federale            | 12        | Alfonso Herrera                               |         | Oaxaca             | 16        | Genaro López Miro                                    |         |
| Durango                       | 1         | Silvestre Dorador                             |         | Puebla             | 1         | Daniel Gómez                                         |         |
| Durango                       | 2         | Rafael Espeleta                               |         | Puebla             | 2         | Rafael Cañete                                        |         |
| Durango                       | 3         | Antonio Gutiérrez Rivera                      |         | Puebla             | 3         | Miguel Rosales                                       |         |
| Durango                       | 4         | Fernando Castaños                             |         | Puebla             | 4         | Gabriel Rojano                                       |         |
| Durango                       | 5         | Fernando Gómez Palacio                        |         | Puebla             | 5         | David Pastrana Jaimes                                |         |
| Durango                       | 6         | Alberto Terrones Benítez                      |         | Puebla             | 6         | Froilán C. Manjarrez                                 |         |
| Durango                       | 7         | Jesús de la Torre                             |         | Puebla             | 7         | Antonio de la Barrera                                |         |
| Guanajuato                    | 1         | Ramón Frausto                                 |         | Puebla             | 8         | José Rivera                                          |         |
| Guanajuato                    | 2         | Vicente M. Valtierra                          |         | Puebla             | 9         | Epigmenio A. Martínez                                |         |
| Guanajuato                    | 3         | José Natividad Macías                         |         | Puebla             | 10        | Pastor Rouaix                                        |         |
| Guanajuato                    | 4         | Jesús López Lira                              |         | Puebla             | 11        | Luis T. Navarro                                      |         |
| Guanajuato                    | 5         | David Peñaflor                                |         | Puebla             | 12        | Porfirio del Castello                                |         |
| Guanajuato                    | 6         | José Villaseñor Lomelí                        |         | Puebla             | 13        | Federico Dinorín                                     |         |
| Guanajuato                    | 7         | Antonio Madrazo                               |         | Puebla             | 14        | Gabino Bandera y Mata                                |         |
| Guanajuato                    | 8         | Hilario Medina                                |         | Puebla             | 15        | Leopoldo Vázquez Mellado                             |         |
| Guanajuato                    | 9         | Manuel G. Aranda Valvidia                     |         | Puebla             | 16        | Gilberto de la Fuente                                |         |
| Guanajuato                    | 10        | Enrique Colunga                               |         | Puebla             | 17        | Alfonso Cabrera                                      |         |
| Guanajuato                    | 11        | Ignacio López                                 |         | Puebla             | 18        | José Verástegui                                      |         |
| Guanajuato                    | 12        | Alfredo Robles Domínguez                      |         | Querétaro          | 1         | Juan N. Frías                                        |         |
| Guanajuato                    | 13        | Fernando Lizardi                              |         | Querétaro          | 2         | Ernesto Perusquía                                    |         |
| Guanajuato                    | 14        | Nicolás Cano                                  |         | Querétaro          | 3         | José María Truchuelo                                 |         |
| Guanajuato                    | 15        | Gilberto M. Navarro                           |         | San Luis Potosí    | 1         | Samuele de los Santos                                |         |
| Guanajuato                    | 16        | Luis Fernández Martínez                       |         | San Luis Potosí    | 2         | Arturo Méndez                                        |         |
| Guanajuato                    | 17        | Non scelse deputato                           |         | San Luis Potosí    | 3         | Rafael Cepeda                                        |         |
| Guanajuato                    | 18        | Carlo Ramírez Llaca                           |         | San Luis Potosí    | 4         | Rafael Nieto Compeán                                 |         |
| Guerrero                      | 1         | Fidel Jiménez                                 |         | San Luis Potosí    | 5         | Dionisio Zavala                                      |         |
| Guerrero                      | 2         | Fidel R. Guillén                              |         | San Luis Potosí    | 6         | Gregorio A. Tello                                    |         |
| Guerrero                      | 3         | Non scelse deputato                           |         | San Luis Potosí    | 7         | Julián Ramírez y Martínez                            |         |
| Guerrero                      | 4         | Non scelse deputato                           |         | San Luis Potosí    | 8         | Non scelse deputato                                  |         |
| Guerrero                      | 5         | Non scelse deputato                           |         | San Luis Potosí    | 9         | Non scelse deputato                                  |         |
| Guerrero                      | 6         | Francisco Figueroa Mata                       |         | San Luis Potosí    | 10        | Rafael Curiel Gallegos                               |         |
| Guerrero                      | 7         | Non scelse deputato                           |         | Sinaloa            | 1         | Pedro R. Zavala                                      |         |
| Guerrero                      | 8         | Non scelse deputato                           |         | Sinaloa            | 2         | Andrés Magallón                                      |         |
| Hidalgo                       | 1         | Antonio Guerrero                              |         | Sinaloa            | 3         | Carlo M. Esquerro                                    |         |
| Hidalgo                       | 2         | Leopoldo Ruiz                                 |         | Sinaloa            | 4         | Cándido Avilés Isunza                                |         |
| Hidalgo                       | 3         | Alberto M. González                           |         | Sinaloa            | 5         | Emiliano C. García                                   |         |
| Hidalgo                       | 4         | Non scelse deputato                           |         | Sonora             | 1         | Luis G. Monzón                                       |         |
| Hidalgo                       | 5         | Rafael Vega Sánchez                           |         | Sonora             | 2         | Flavio A. Bórquez                                    |         |
| Hidalgo                       | 6         | Non scelse deputato                           |         | Sonora             | 3         | Ramón Ross                                           |         |
| Hidalgo                       | 7         | Alfonso Cravioto                              |         | Sonora             | 4         | Juan de Dios Bojórquez subentra ad Eduardo G. García |         |
| Hidalgo                       | 8         | Crisóforo Aguirre subentra a Matías Rodríguez |         | Tabasco            | 1         | Rafael Martínez de Escobar                           |         |
| Hidalgo                       | 9         | Ismael Pintado Sánchez                        |         | Tabasco            | 2         | Antenor Sala                                         |         |
| Hidalgo                       | 10        | Refugio M. Mercado                            |         | Tabasco            | 3         | Carmen Sánchez Magallanes                            |         |
| Hidalgo                       | 11        | Alfonso Mayorga                               |         | Tamaulipas         | 1         | Pedro A. Chapa                                       |         |
| Jalisco                       | 1         | Luis Manuel Rojas                             |         | Tamaulipas         | 2         | Zeferino Fajardo                                     |         |
| Jalisco                       | 2         | Marcelino Dávalos                             |         | Tamaulipas         | 3         | Emiliano P. Nafarrate Ceceña                         |         |
| Jalisco                       | 3         | Federico E. Ibarra                            |         | Tamaulipas         | 4         | Fortunato de Leija                                   |         |
| Jalisco                       | 4         | Manuel Dávalos Ornelas                        |         | Tepic, Terr. di    | 1         | Cristóbal Limón                                      |         |
| Jalisco                       | 5         | Francisco Martín del Campo                    |         | Tepic, Terr. di    | 2         | Marcelino Cedano                                     |         |
| Jalisco                       | 6         | Bruno Moreno                                  |         | Tepic, Terr. di    | 3         | Juan Espinosa Bávara                                 |         |
| Jalisco                       | 7         | Gaspar Bolaños V.                             |         | Tlaxcala           | 1         | Antonio Hidalgo Sandoval                             |         |
| Jalisco                       | 8         | Ramón Castañeda y Castañeda                   |         | Tlaxcala           | 2         | Modesto González Galindo                             |         |
| Jalisco                       | 9         | Juan de Dios Robledo                          |         | Tlaxcala           | 3         | Ascensión Tépal                                      |         |
| Jalisco                       | 10        | Jorge Villaseñor                              |         | Veracruz           | 1         | Non scelse deputato                                  |         |
| Jalisco                       | 11        | Amado Aguirre Santiago                        |         | Veracruz           | 2         | Saúl Rodiles                                         |         |
| Jalisco                       | 12        | José I. Solórzano                             |         | Veracruz           | 3         | Adalberto Tejeda                                     |         |
| Jalisco                       | 13        | Ignacio Ramos Praslow                         |         | Veracruz           | 4         | Benito G. Ramírez                                    |         |
| Jalisco                       | 14        | Francisco Labastida Izquierdo                 |         | Veracruz           | 5         | Rodolfo Curti                                        |         |
| Jalisco                       | 15        | José Manzano                                  |         | Veracruz           | 6         | Eliseo L. Céspedes                                   |         |
| Jalisco                       | 16        | Joaquín Aguirre Berlanga                      |         | Veracruz           | 7         | Adolfo G. García                                     |         |
| Jalisco                       | 17        | Esteban Baca Calderón                         |         | Veracruz           | 8         | Josafat F. Márquez                                   |         |
| Jalisco                       | 18        | Paulino Machorro y Narváez                    |         | Veracruz           | 9         | Alfredo Solares                                      |         |
| Jalisco                       | 19        | Sebastián Allende                             |         | Veracruz           | 10        | Alberto Román                                        |         |
| Jalisco                       | 20        | Rafael Ochoa                                  |         | Veracruz           | 11        | Silvestre Aguilar                                    |         |
| Messico                       | 1         | Aldegundo Villaseñor                          |         | Veracruz           | 12        | Ángel Juarico                                        |         |
| Messico                       | 2         | Fernando Moreno                               |         | Veracruz           | 13        | Heriberto Jara                                       |         |
| Messico                       | 3         | Enrique O'farril                              |         | Veracruz           | 14        | Victorino E. Góngora                                 |         |
| Messico                       | 4         | Guillermo Ordorica                            |         | Veracruz           | 15        | Cándido Aguilar                                      |         |
| Messico                       | 5         | Non scelse deputato                           |         | Veracruz           | 16        | Marcelo Torres                                       |         |
| Messico                       | 6         | Non scelse deputato                           |         | Veracruz           | 17        | Galdino H. Casados                                   |         |
| Messico                       | 7         | Non scelse deputato                           |         | Veracruz           | 18        | Juan de Dios Palma                                   |         |
| Messico                       | 8         | José J. Reynoso                               |         | Veracruz           | 19        | Fernando A. Pereira                                  |         |
| Messico                       | 9         | Jesús Fuentes Dávila                          |         | Yucatán            | 1         | Antonio Ancona Albertos                              |         |
| Messico                       | 10        | Macario Pérez                                 |         | Yucatán            | 2         | Enrique Recio                                        |         |
| Messico                       | 11        | Antonio Aguilar                               |         | Yucatán            | 3         | Héctor Victoria Aguilar                              |         |
| Messico                       | 12        | Juan Manuel Giffard                           |         | Yucatán            | 4         | Manuel González                                      |         |
| Messico                       | 13        | José E. Franco                                |         | Yucatán            | 5         | Miguel Alonzo Romero                                 |         |
| Messico                       | 14        | Enrique A. Enríquez                           |         | Zacatecas          | 1         | Adolfo Villaseñor                                    |         |
| Messico                       | 15        | Donato Bravo Izquierdo                        |         | Zacatecas          | 2         | Julián Adame                                         |         |
| Messico                       | 16        | Rubén Martí                                   |         | Zacatecas          | 3         | Dyer Jairo R.                                        |         |
| Michoacán                     | 1         | Francisco Ortiz Rubio                         |         | Zacatecas          | 4         | Non scelse deputato                                  |         |
| Michoacán                     | 2         | Alberto Peralta                               |         | Zacatecas          | 5         | Rosendo A. López                                     |         |
| Michoacán                     | 3         | Cayetano Andrade López                        |         | Zacatecas          | 6         | Non scelse deputato                                  |         |
| Michoacán                     | 4         | Uriel Ávilessubentra a Salvador Herrejón      |         | Zacatecas          | 7         | Antonio Cervantes                                    |         |
| Michoacán                     | 5         | Gabriel Cervera Riza                          |         | Zacatecas          | 8         | Juan Aguirre Escobar                                 |         |
| Michoacán                     | 6         | Onésimo López Couto                           |         |                    |           |                                                      |         |

## Beneficio della Costituente
La considerazione delle inquietudini e la messa in marcia dell'insieme degli interessi popolari rimasero gli obiettivi del congresso nell'integrazione politica e sociale, dove l'incorporazione di ognuna delle decisioni rinforzò le politiche della democrazia liberale nella Costituzione del 1917.